# Лимани (Березанська селищна громада)
Лима́ни (до 1946 — Козе) — село в Україні, у Березанській селищній громаді Миколаївського району Миколаївської області. Населення становить 652 особи.
Розташоване за 20 км на південь від центру громади, за 98 км від залізничної станції Одеса та за 74 км від обласного центру Миколаїв.

## Історія
Село засновано на початку XVIII ст.
1861 року тут відбулося заворушення селян. Жителі Лиманів відмовились сплачувати поміщику викуп за землю і відробляти панщину.
Станом на 1886 у селі Коза Тузлівської волості Одеського повіту Херсонської губернії мешкало 627 осіб, налічувалось 102 дворових господарства.
1905 року в селі відбувся страйк сільськогосподарських робітників.

## Сучасний стан
В Лиманах розташована центральна садиба ВАТ «Березанський», який має 3400 га орної землі. Це господарство зернового та тваринницького напряму. Розвивається також виноградарство.
У селі є загальноосвітня школа I–III ступенів, клуб, бібліотека, є 12 будинків для спеціалістів, магазин. Прокладено водопровід та асфальтну дорогу.

## Персоналії
- М. С. Ярошенко — учасник повстання на броненосці «Потьомкін».

## Історичні пам'ятки
На околицях сіл Лиманів та Вікторівки виявлено рештки кількох поселень доби пізньої бронзи (XIII–IX ст. до н. е.), скіфських часів (одне — VI–IV, друге—IV—II ст. до н. е.), а також поселення та могильник перших століть нашої ери.